# Hubert Markl
Hubert Simon Markl (* 17. August 1938 in Regensburg; † 8. Januar 2015 in Konstanz) war ein deutscher Zoologe, Verhaltensforscher und Wissenschaftsmanager. Von 1986 bis 1991 war er Präsident der Deutschen Forschungsgemeinschaft und von 1996 bis 2002 Präsident der Max-Planck-Gesellschaft. Ein bedeutendes Verdienst seiner Tätigkeit ist die Aufarbeitung der Vorgänge innerhalb der Kaiser-Wilhelm-Gesellschaft während der Zeit des Nationalsozialismus.

## Werdegang
Nach dem Besuch des Alten Gymnasiums am Ägidienplatz in Regensburg, der Vorläuferschule vom Albertus-Magnus-Gymnasium und dem Studium der Biologie, der Chemie und der Geographie in München wurde Hubert Markl 1962 an der Ludwig-Maximilians-Universität München zum Dr. rer. nat. im Fach Zoologie promoviert. Es folgten Forschungsaufenthalte an der Harvard-Universität und an der Rockefeller-Universität sowie 1967 die Habilitation im Fach Zoologie an der Universität Frankfurt am Main mit dem Thema Kommunikationsverhalten sozialer Insekten.
Von 1968 bis 1973 war Hubert Markl Professor und Direktor des Zoologischen Instituts der Technischen Universität Darmstadt. Ab 1974 war er Professor für Biologie an der Universität Konstanz. Sein Nachfolger wurde 1997 Axel Meyer. 1976 gründete er die Fachzeitschrift Behavioral Ecology and Sociobiology. Von 1977 bis 1983 war Markl Vizepräsident der Deutschen Forschungsgemeinschaft (DFG) und von 1986 bis 1991 ihr Präsident. 1993 wurde er Präsident der neu gegründeten Berlin-Brandenburgischen Akademie der Wissenschaften. 1993 bis 1994 war er Vorsitzender der Gesellschaft Deutscher Naturforscher und Ärzte. Von Juni 1996 bis Juni 2002 war er Präsident der Max-Planck-Gesellschaft. In dieser Funktion war er der erste Präsident, der nicht aus der Max-Planck-Gesellschaft selber kam.
Im Jahre 1984 erhielt er den Bayerischen Literaturpreis (Karl-Vossler-Preis) für wissenschaftliche Darstellungen von literarischem Rang. 1978 wurde er zum ordentlichen Mitglied der Heidelberger Akademie der Wissenschaften gewählt. Seit 1985 war er korrespondierendes Mitglied der Bayerischen Akademie der Wissenschaften. Markl war von 1998 bis 2003 Mitglied im Aufsichtsrat der Siemens AG. Markl war außerdem Ehrenmitglied der Max-Planck-Gesellschaft.
Markl lebte in Konstanz; sein Sohn, der Geowissenschaftler Gregor Markl, lehrt an der Universität Tübingen.

## Arbeitsgebiete
Seine Arbeitsgebiete waren die Sinnesphysiologie und das Sozialverhalten der Tiere sowie Themen aus dem Gebiet Natur- und Umweltschutz und der Evolutionsbiologie. In der Max-Planck-Gesellschaft initiierte er außerdem im Jahr 2000 die International Max Planck Research Schools (IMPRS), ein englischsprachiges Doktorandenprogramm, das vor allem internationale Doktoranden nach Deutschland führt.
Er war der erste Präsident der Max-Planck-Gesellschaft, der die Arbeit und die Verbrechen der Kaiser-Wilhelm-Gesellschaft (KWG), der Vorläuferorganisation der Max-Planck-Gesellschaft, während der Zeit des Nationalsozialismus untersuchen ließ. Dafür setzte Markl eine Kommission ein, die von 1999 bis 2005 arbeitete. Über das angestoßene Forschungsprogramm zur Geschichte der KWG während des NS-Regimes veröffentlichte Markl in der Zeitschrift Merkur im Jahr 2005 einen „persönlichen Rückblick“. Am 7. Juni 2001 entschuldigte sich Markl auf einem Symposium in Berlin im Namen der Max-Planck-Gesellschaft bei überlebenden Opfern von Nazi-Menschenversuchen des Mediziners Josef Mengele. Sprecherinnen von Opfervereinigungen, die anwesend waren, waren Eva Mozes Kor aus den USA und Jona Laks aus Israel. Als Präsident der Max-Planck-Gesellschaft erklärte Markl etwa im März 2001, dem „zunehmenden politischen Druck nach stärkerer Kontrolle und Mitbestimmung in der Max-Planck-Gesellschaft nicht nachgeben“ zu wollen. Weiterhin erklärte er im Mai 2001, dass er angesichts des Interesses an einem verstärkten Auslandsengagement der MPG „aktiv keine Institute im Ausland [...] gründen“ wolle. Im Zusammenhang mit der Diskussion über die Exzellenzinitiative veröffentlichte Markl im Oktober 2008 den Artikel Deutschland in der Falle der Exzellenzrhetorik, in dem er betonte, dass herausragende Leistungen in Wissenschaft und Forschung immer auf einem tadellosen Mittelmaß gründen und Exzellenzrhetorik „allein nur trunken“ mache.

## Auszeichnungen und Ehrungen
- 1984 Lorenz-Oken-Medaille der Gesellschaft Deutscher Naturforscher und Ärzte
- 1984 Karl-Vossler-Preis
- 1985 Mitglied der Leopoldina
- 1985 Mitglied der American Academy of Arts and Sciences
- 1988 Mitglied der Academia Europaea
- 1989 Arthur-Burkhardt-Preis
- 1990 Bundesverdienstkreuz 1. Klasse des Verdienstordens der Bundesrepublik Deutschland
- 1990 Verdienstkreuz mit Stern der Republik Polen
- 1991 Karl-Winnacker-Preis
- 1992 Großes Verdienstkreuz des Verdienstordens der Bundesrepublik Deutschland
- 1992 Ehrendoktor der Mathematisch-Naturwissenschaftlichen Fakultät der Universität des Saarlandes
- 1994 CICERO rednerpreis
- 1995 Ernst-Robert-Curtius-Preis
- 1996 Erasmus Medal der Academia Europaea
- 1997 Verdienstmedaille des Landes Baden-Württemberg
- 1997 Ehrenmitglied der Gesellschaft Deutscher Chemiker[16]
- 1997 Ehrendoktor der Universität Dublin
- 1999 Leibniz-Ring-Hannover
- 1999 Großes Verdienstkreuz mit Stern des Verdienstordens der Bundesrepublik Deutschland
- 1999 Ehrendoktor der Universität Potsdam
- 2000 Ehrendoktor des Jewish Theological Seminary
- 2000 Auswärtiges Mitglied der Polnischen Akademie der Wissenschaften
- 2000 Mitglied der American Philosophical Society
- 2001 Bayerischer Verdienstorden
- 2001 Ehrendoktor der Universität Tel Aviv
- 2001 Ehrendoktor der Hebräischen Universität Jerusalem
- 2002 Bayerische Verfassungsmedaille in Silber
- 2002 Pro meritis scientiae et litterarum
- 2002 Ehrendoktor des Weizmann-Instituts für Wissenschaften
- 2002 Auswärtiges Mitglied der Royal Society[17]
- 2004 Preisträger des Ehrenrings 2004 der Eduard-Rhein-Stiftung
- 2004 Harnack-Medaille, die höchste Auszeichnung, die die Max-Planck-Gesellschaft zu vergeben hat
- 2005 Hanns Martin Schleyer-Preis
- 2013 Ehrenmitglied der Berlin-Brandenburgischen Akademie der Wissenschaften[18]

## Schriften (Auswahl)

### Monografien
- als Hrsg.: Evolution of social behavior: hypotheses and empirical tests: report of the Dahlem Workshop on Evolution of Social Behavior, Hypotheses and Empir. Tests. Berlin 1980. [Dahlem-Konferenzen]. Verlag Chemie, Weinheim u. a. 1980, ISBN 3-527-12020-3.
- Wissenschaft im Widerstreit : zwischen Erkenntnisstreben und Verwertungspraxis, Weinheim, New York, Basel (Schweiz), Cambridge: VCH, 1990, ISBN 978-3-527-28173-2 (Aufsatzsammlung).
- Natur als Kulturaufgabe. Über die Beziehung des Menschen zur lebendigen Natur. (= Knaur Sachbuch. 3896). Stuttgart 1991, ISBN 3-426-03896-X.
- Wissenschaft gegen Zukunftsangst. Hanser, München/Wien 1998, ISBN 3-446-19493-2.
- Schöner neuer Mensch? Piper, München/Zürich 2002, ISBN 3-492-04460-3.

### Aufsätze
- Vom Unbekannten herausgefordert. Die Wissenschaft zwischen Ohnmacht und Überschätzung. In: FAZ. 23. Oktober 1999, Bilder und Zeiten III.
- Ist der Mensch ein Schaf? Jedenfalls nur dann, wenn er sich selbst dafür entscheidet. Über Klone, embryonale Stammzellen und monozygote Mehrlinge. In: FAZ. 19. Mai 2000, S. 48.
- Von Caesar lernen heißt forschen lernen. Die Menschenwürde gebietet, dem Rubikon ständig ein neues Bett zu bahnen. In: FAZ. 25. Juni 2001, S. 52.
- Eine Raupe ist noch lange kein Schmetterling. Wann der Mensch zum wirklichen „Menschen“ wird, ist allein unsere Entscheidung. In: FAZ. 27. November 2001, S. 49.

## Belege
1. ↑  Unermüdlicher Mahner und intellektuelle Leitfigur. Meldung über den Tod bei der MPG.
2. ↑  Theo C. M. Bakker und James F. A. Traniello: Behavioral Ecology and Sociobiology at 40. In: Behavioral Ecology and Sociobiology. Band 70, 2016, S. 1991–1993, doi:10.1007/s00265-016-2227-7. (freier Volltext)
3. ↑  Träger des Karl-Vossler-Preises (Memento vom 27. Juni 2015 im Internet Archive), Bayerisches Staatsministerium für Bildung und Kultus, Wissenschaft und Kunst.
4. ↑  Mitglieder der HAdW seit ihrer Gründung im Jahr 1909. Hubert Markl. Heidelberger Akademie der Wissenschaften, abgerufen am 20. Juni 2016.
5. ↑  Dokument der Siemens AG über die Mitglieder des Aufsichtsrates (PDF-Datei; 48 kB).
6. ↑  Siehe Seite der MPG unter mpg.de Daten unter der Fläche „Ehrenmitglieder“. Mit Stand 2014 war Markl das einzige Ehrenmitglied der Max-Planck-Gesellschaft.
7. ↑  Hubert Markl: Der Professor mit der offenen Bürotür. In: Südkurier. über den 75. Geburtstag Markls 2013.
8. ↑  Der Petrologe Gregor Markl wurde mit 28 Jahren an die Universität Tübingen berufen. In: Der Tagesspiegel. 19. November 1999.
9. ↑  Website der Kommission „Kaiser-Wilhelm-Gesellschaft im Nationalsozialismus“.
10. ↑  Hubert Markl: Ein sehr persönlicher Rückblick – Die Max-Planck-Gesellschaft und das Forschungsprogramm zur Geschichte der Kaiser-Wilhelm-Gesellschaft im Nationalsozialismus. In: Merkur. 675 (2005), S. 586–596.
11. ↑  Robert Koenig: Max Planck Offers Historic Apology. In: Science Magazine. 15. Juni 2001, S. 1979–1982.
12. ↑  Präsident Markl entschuldigt sich bei den Opfern. Auf: mpg.de, Stand: 2001. Zuletzt abgerufen am 10. April 2022.
13. ↑  Biowissenschaften und Menschenversuche an Kaiser-Wilhelm-Instituten : Die Verbindung nach Auschwitz, Ansprachen der Eröffnungsveranstaltung, PDF Dokumentation der Max-Planck-Gesellschaft, 2001
14. ↑  siehe Eckart Henning, Marion Kazemi: Chronik der Kaiser-Wilhelm-, Max-Planck-Gesellschaft zur Förderung der Wissenschaften: 1911–2011; Daten und Quellen. Duncker & Humblot, Berlin 2011, ISBN 978-3-428-13623-0, S. 765 und S. 767.
15. ↑  Deutschland in der Falle der Exzellenzrhetorik, in: Frankfurter Allgemeine Zeitung, 30. Oktober 2008, S. 10.
16. ↑  GDCh: Ehrenmitgliedschaft
17. ↑  Axel Meyer, Jürgen Mittelstraß: Hubert Simon (Jim) Markl. 17 August 1938 – 8 January 2015. In: Biographical Memoirs of Fellows of the Royal Society. Band 71, 2021, doi:10.1098/rsbm.2021.0010. (freier Volltext).
18. ↑  Der Zoologe und Gründungspräsident der BBAW Hubert Markl ist zum Ehrenmitglied gewählt worden. (idw-online.de, 14. Juni 2013).

| Personendaten    | Personendaten                                                                                         |
| ---------------- | --- |
| NAME             | Markl, Hubert                                                                                         |
| ALTERNATIVNAMEN  | Markl, Hubert S.; Markl Jim                                                                           |
| KURZBESCHREIBUNG | deutscher Verhaltensforscher, Präsident der Max-Planck-Gesellschaft (MPG) von Juni 1996 bis Juni 2002 |
| GEBURTSDATUM     | 17. August 1938                                                                                       |
| GEBURTSORT       | Regensburg                                                                                            |
| STERBEDATUM      | 8. Januar 2015                                                                                        |
| STERBEORT        | Konstanz                                                                                              |